# Daniel Örlund
Daniel Örlund (* 23. Juni 1980 in Stockholm) ist ein ehemaliger schwedischer Fußballspieler. Der Torwart gewann 2009 mit AIK das Double aus schwedischer Meisterschaft und Landespokal.

## Werdegang
Örlund spielte in der Jugend für Enskede IK, ehe der Torwart 1996 in die Jugend von Spårvägens FF wechselte. Dort rückte er in der Spielzeit 1999 als Nachwuchsspieler in den Kader der Männermannschaft auf. Nachdem der Klub in die Division 2 abgestiegen war, konnte er sich 2000 den Stammplatz im Tor erkämpfen und schaffte mit dem Verein die Rückkehr in die Division 1. 
2002 wechselte Örlund in die Allsvenskan zu AIK. Zunächst war er hinter Daniel Andersson Ersatzmann und kam nicht zum Einsatz. Auch als der Konkurrent in der folgenden Saison den Verein verließ, blieb er hinter dem Neueinkauf Håkan Svensson Ersatzmann. In der Spielzeit 2004 wurde er an den Kooperationspartner FC Café Opera in die Superettan verliehen. Hier stand er als Stammtorhüter zwischen den Pfosten und wurde kurz vor Saisonende von AIK zurückgeholt, um am 31. Oktober beim 3:1-Sieg über Trelleborgs FF sein Debüt in der ersten Liga zu feiern. 
Nach dem Abstieg AIKs in die zweite Liga etablierte sich Örlund als Stammtorhüter beim schwedischen Traditionsverein. Mit dem Klub schaffte er die direkte Rückkehr in die erste Liga, wo er seither als Stammkraft agiert. In der Spielzeit 2006 wurde er mit dem Klub als Aufsteiger Vizemeister hinter IF Elfsborg und nach Saisonende als Schwedens Torhüter des Jahres ausgezeichnet.
Nach dreieinhalb Jahren als erster Mann zwischen den Pfosten wurde Örlund im Sommer 2008 zeitweise von Nicklas Bergh verdrängt. Nachdem der Klub zudem mit dem Finnen Tomi Maanoja einen weiteren Torhüter verpflichtet hatte, entschied er sich zum Vereinswechsel und ging auf Leihbasis nach Norwegen zum Fredrikstad FK. Bis zum Saisonende stand er in der Tippeligaen als Stammkraft im Tor, verpasste aber mit dem Klub als Tabellenzweiter hinter Stabæk Fotball den norwegischen Meistertitel. 
Nach Saisonschluss kehrte Örlund nach Schweden zu AIK zurück. Unter Trainer Mikael Stahre war er erneut Stammtorhüter beim schwedischen Traditionsverein und stand in allen 30 Saisonspielen auf dem Platz. Ohne eine Spielminute zu verpassen, gewann er mit der Mannschaft um Per Karlsson, Gabriel Özkan, Kenny Pavey und Daniel Tjernström den Lennart-Johansson-Pokal für den schwedischen Meistertitel. Zeitweise im Pokal durch den zweiten Torhüter Nicklas Bergh vertreten, zog er mit dem Klub ins Endspiel ein, in dem er beim 2:0-Erfolg über IFK Göteborg nach Toren von Mauro Iván Óbolo und Antônio Flávio ohne Gegentor blieb.
Kurz nach Saisonende gab Örlund einen erneuten Wechsel nach Norwegen bekannt und ging zum vom schwedischen Trainer Erik Hamrén betreuten Klub Rosenborg Trondheim.
Anfang 2015 wurde Örlund von HJK Helsinki verpflichtet. 2016 wechselte er nach Schweden zu IF Brommapojkarna, wo er auch seine Karriere beendete.

## Erfolge
- Schwedischer Meister: 2009
- Schwedischer Pokalsieger: 2009
- Norwegischer Meister: 2010